# Vittorio Botticini
Vittorio Botticini (Brescia, 23 febbraio 1909 – Brescia, 19 febbraio 1978) è stato un pittore italiano.

## Biografia
Si formò tra Brescia e Fiumicello, dove ebbe per maestro Annibale Scaroni. In occasione del servizio militare, prestato a Verona, si iscrisse all'Accademia Cignaroli ed ebbe tra i maestri Angelo Dall'Oca Bianca. Rientrato a Brescia, trovò impiego come operaio, ma proseguì a coltivare la pittura, iscrivendosi all'Accademia di Brera. L'esperienza bellica lasciò in lui segni profondi. Morì a Brescia nel 1978.

## Esposizioni e premi
I primi apprezzamenti di critica lo portarono ad aggiudicarsi il Legato Brozzoni nel 1938, mentre la prima mostra personale fu nel 1944. 
Nel 1952 partecipò alla prima edizione del Premio Brescia con l'opera Il porticciolo di Desenzano, aggiudicandosi il terzo premio. L'opera entrò di conseguenza nella collezione d'arte dell'Azienda Promozione Turistica (APT) della città, e fu esposta in occasione della mostra Il dopoguerra e la stagione dei premi, tenuta a Iseo, Orzinuovi e Montichiari nel 1998. Al medesimo premio partecipò l'anno successivo (con Il Garda). Fu inoltre premiato al Premio Orzinuovi del 1954 (con Sanremo).
Retrospettive si tennero nel 1977, un anno prima della morte, e nel 1990.